# Legge 5 marzo 1990, n. 46
La legge 5 marzo 1990, n. 46 era una legge della Repubblica italiana emanata per regolamentare la sicurezza degli impianti negli edifici.

## Storia
Emanata durante il governo Andreotti VI, disponeva di un proprio regolamento di attuazione di cui al D.P.R. 6 dicembre 1991 n. 447; ambedue le norme sono state poi abrogate dall'art. 3, comma 1 del decreto-legge 28 dicembre 2006, n. 300, convertito in legge 26 febbraio 2007, n. 17. Le prescrizioni contemplate dalla legge del 1990 in materia di dichiarazione di conformità sono state sostituite dalle disposizioni contenute nel decreto del Ministero dello sviluppo economico del 22 gennaio 2008, n. 37.

## Contenuto
La norma dettava disposizioni inerenti gli 
impianti elettrici, idrici ed idrosanitari radiotelevisivi ed elettronici in genere, nonché gli impianti per il trasporto e l'utilizzazione di gas, e per gli impianti di riscaldamento e di climatizzazione azionati da fluido liquido, aeriforme, gassoso e di qualsiasi natura o specie.
La norma introduceva l'obbligo di possesso di requisiti tecnico-professionali per tutti coloro che a titolo professionale manegiassero impianti negli edifici. La legge determina quali siano questi requisiti, l'obbligo di munirsi di un certificato di riconoscimento rilasciato da un'apposita commissione nominata dalla giunta della camera di commercio e le condizioni per il riconoscimento.
La legge disponeva inoltre che la redazione di ogni progetto per l'installazione, la trasformazione e l'ampliamento degli impianti, sia esclusiva competenza di professionisti iscritti in albi professionali, il progetto va redatto nei soli casi previsti nell'articolo 4 della medesima legge e completato e definito dall'articolo 4 del D.P.R n. 447/1991. La legge riconosce inoltre espressamente valore ad alcune normazioni tecniche private, come le norme tecniche di sicurezza dell'Ente italiano di unificazione (UNI) e del Comitato elettrotecnico italiano (CEI), e pertanto indirettamente ne recepisce le disposizioni. I punti principali erano:
- la limitazione all'installazione e manutenzione degli impianti a soggetti abilitati, in possesso di requisiti tecnico-professionali riconosciuti;
- l'obbligo di rilascio della dichiarazione di conformità da parte dell'installatore;
- l'obbligo di utilizzo di materiali certificati a norma, sia nella loro scelta, sia nella loro messa in opera;
- la necessità di redigere un progetto per gli impianti che superano alcune dimensioni di metratura o sono relative ad impianti particolari (medici, a maggior rischio in caso di incendio o sono ambienti a rischio di esplosione);
- la protezione dell'utilizzatore da contatti diretti (il contatto con parti normalmente in tensione) e indiretti (parti metalliche che non dovrebbero essere in tensione, come le carcasse degli elettrodomestici);
- l'obbligo dell'impianto di messa a terra;
- l'obbligo di installazione dell'interruttore differenziale;

Si stabiliva inoltre il diritto del committente e l'obbligo dell'installatore artigiano o impresa a una dichiarazione di conformità degli impianti realizzati nel rispetto delle norme di cui alla legge medesima; tale dichiarazione diviene elemento necessario della procedura di rilascio del certificato di abitabilità, di agibilità e, per le strutture soggette, anche del certificato di prevenzione incendi (CPI). All'art. 14 la legge disponeva che i collaudi e gli accertamenti di conformità possano essere effettuati anche da liberi professionisti che gli enti pubblici preposti hanno pertanto facoltà di chiamare a collaborare.

## Circolari ministeriali
Sulla norma si espresse il Ministero per l'industria, il commercio e l'artigianato nella circolare n. 3282/c del 30 aprile 1992, recante chiarimenti circa la natura dei soggetti abilitati e i loro requisiti tecnico professionali, nonché nella Circolare n. 3439/c del 27 marzo 1998, stavolta precisandone l'ambito di applicazione e specificando i criteri per l'accertamento e il riconoscimento dei requisiti, la tassa per l'iscrizione all'elenco dei verificatori, dettagli burocratici e misura delle sanzioni.

## Modificazioni successive
La materia fu poi integrata dal D.P.R. 18 aprile 1994, n. 392 (Regolamento recante disciplina del procedimento di riconoscimento delle imprese ai fini della installazione, ampliamento e trasformazione degli impianti nel rispetto delle norme di sicurezza - contenente però anche disposizioni per gli utilizzatori) e infine ricompresa nel D.P.R. 6 giugno 2001, n. 380, il Testo unico dell'edilizia, prima del suo abrogazione avvenuta con il DM 22 gennaio 2008, n. 37.